# Liste der Bodendenkmale in Hartmannsdorf bei Kirchberg
In der Liste der Bodendenkmale in Hartmannsdorf bei Kirchberg sind die Bodendenkmale der Gemeinde Hartmannsdorf bei Kirchberg und ihrer Ortsteile nach dem Stand des Verzeichnisses von Volkmar Geupel aus dem Jahr 1983 aufgeführt. Eventuelle Änderungen und Ergänzungen, insbesondere aus der Zeit nach der Wende, sind nicht berücksichtigt, da für Sachsen aktuell keine neueren allgemein zugänglichen Bodendenkmallisten vorliegen. Die Baudenkmale sind in der Liste der Kulturdenkmale in Hartmannsdorf bei Kirchberg aufgeführt.
| Denkmal-ID | Fundart                      | Ortsteil      | Bezeichnung                           | Zeitstellung | Lage                                                              | Bemerkungen | Bild |
| ---------- | ---------------------------- | ------------- | ------------------------------------- | ------------ | ----------------------------------------------------------------- | --- | ---- |
| ?          | Befestigung > Burg, Siedlung | Hartmannsdorf | Wehranlage „Hohenforst“, „Hohe Fahrt“ | Mittelalter  | südöstlich von Burkersdorf im nördlichen Zipfel von Forstrevier H | Höhenburg mit Ortswüstung (Bergbausiedlung), runde Anlage mit umlaufendem Graben und Außenwall, westsüdwestlich davon quadratisches Areal mit umlaufendem Graben, darin und außerhalb zahlreiche Pingen, Schutz seit 15. August 1958 |      |